# Gargaphia angulata
Gargaphia angulata är en insektsart som beskrevs av Heidemann 1899. Gargaphia angulata ingår i släktet Gargaphia och familjen nätskinnbaggar. Inga underarter finns listade i Catalogue of Life.